# Hyparrhenia hirta
Hyparrhenia hirta é uma espécie de planta com flor pertencente à família Poaceae. 
A autoridade científica da espécie é (L.) Stapf, tendo sido publicada em Flora of Tropical Africa 9(2): 315–318. 1919.
O seu nome comum é palha-da-guiné.

## Portugal
Trata-se de uma espécie presente no território português, nomeadamente em Portugal Continental.
Em termos de naturalidade é nativa da região atrás indicada.

## Protecção
Não se encontra protegida por legislação portuguesa ou da Comunidade Europeia.